# Concilio de Sárdica
El Concilio de Sárdica fue un concilio celebrado en 343 en la ciudad de Sárdica (la actual Sofía), en Tracia, y fue convocado por los Emperadores romanos Constante y Constancio II, a petición del papa Julio I. El objetivo del sínodo era conseguir la unidad entre los diversos bandos surgidos a raíz de las luchas arrianas, y concretamente para revisar la causa de san Atanasio, que, suplantado en el cargo de arzobispo de Alejandría por Gregorio de Alejandría, había tenido que huir de su sede el año 339.

## El Concilio
El Concilio se celebró en otoño del año 343, aunque algunos autores, por razones de cronología, lo sitúan el año 342. Acudieron a la cita unos 90 obispos occidentales dirigidos por Osio de Córdoba. El obispo de Roma estaba representado por los presbíteros Arquidamo y Filóxenes y por el diácono León. Los orientales —arrianos en parte— eran unos 80, entre los cuales destacaban Gregorio de Alejandría y Esteban de Antioquía; también eran parcialmente arrianos los occidentales Ursacio de Singidunum y Valente de Mursa. 
El Concilio tenía que revisar los casos de la deposición de los obispos san Atanasio de Alejandría, Asclepio de Gaza y Marcelo de Ancira. El partido oriental pedía como condición previa a toda reunión la no asistencia de los encausados, puesto que habían sido depuestos en concilios anteriores. A pesar de la política conciliadora de Osio de Córdoba, los orientales no cedieron en su demanda y al llegar la noche, abandonaron la ciudad. Antes de separarse, justificaron su actuación en una encíclica a toda la Iglesia, explicando los hechos según su punto de vista y añadiendo un símbolo de fe.
El partido occidental ortodoxo no se desalentó. Siendo consciente de que representaba a la Iglesia universal, continuó el concilio. En primer lugar revisó el proceso de los tres obispos depuestos, declarándolos inocentes, incluso a Marcelo de Ancira, cuyas sutilezas teológicas no fueron comprendidas por los latinos. Éstos, por otro lado, rompieron la comunión con el partido oriental, al que trataron de arriano.

### Símbolo
Osio y Protógeno de Sárdica propusieron como réplica a los orientales, y como expresión de la fe ortodoxa, la confección de un nuevo símbolo. La versión que nos da Teodoreto de Ciro es la siguiente:
- 1) en Dios, Padre, Hijo y Espíritu Santo hay una sola ousia o hypostasis: se hace así una concesión a la terminología de los semiarrianos.
- 2) dado esto, no puede existir una persona divina sin las demás.
- 3) no obstante, Padre e Hijo son distintos.
- 4) el Logos es Unigénito, en cuanto Dios, y primogénito entre los hombres.
- 5) su reino es eterno porque es Dios verdadero.
- 6) Dios no padeció, sino el hombre revestido por Él y concebido por la Virgen María, "porque el hombre es corruptible, mientras que Dios es inmortal".

Atanasio se opuso con éxito a esta fórmula poco clara, arguyendo que ya existía el símbolo del Primer Concilio de Nicea. El credo de Sárdica fue condenado el año 362 en el Concilio de Alejandría.

### Cánones
Además de algunas circulares explicativas a las iglesias, el Concilio de Sárdica dejó una serie de cánones, cuyo número oscila según las diferentes redacciones, con notables diferencias textuales entre ellas. Los cánones, que son sentencias particulares de obispos aprobadas por los presentes, tocan temas variados:
- Los 1, 2, 3a, 14, 15 y 20 prescriben diversas normas y penas para los obispos que cambian de ciudad o que viajan por diócesis ajenas.
- El 21 pide que se acoja a los obispos perseguidos por causa de la fe católica; el 16 prohíbe que los clérigos excomulgados por su obispo,  reciban la comunión en otras diócesis.
- Los cánones 18 y 19 declaran inválida la ordenación de un clérigo en una diócesis que no sea la propia, sin los debidos permisos de su obispo.
- Los cánones 4, 5 y 6 hablan de la provisión de sedes vacantes.
- El 13 da normas sobre los candidatos al episcopado: prueba de su fe y de su vida; la necesidad de que el ordenando haya servido previamente a la Iglesia en algún oficio: presbítero, diácono, etc.
- Los cánones del 8 al 12 regulan los viajes de los obispos a la corte imperial.
- Son de especial importancia los cánones 3b, 4, 7, 10a, y 17, pues determinan la forma jurídica que ha de seguirse en el enjuiciamiento de los obispos:
  - a) el tribunal de primera instancia estará siempre formado por obispos comprovinciales del encausado
  - b) el acusado, sin embargo, puede apelar a la Sede de Roma. El Papa puede sobreseer el proceso y entonces la sentencia será irrevocable, o puede anular la decisión anterior y convocar a los obispos de una provincia vecina a la del encausado para que revisen el proceso. El Papa puede enviar jueces representantes a estos concilios provinciales. Los cánones acerca de las causas contra los obispos son importantes como manifestación del ejercicio del Primado romano sobre la Iglesia universal.

Históricamente, los resultados de Sárdica fueron negativos. El Concilio no consiguió la unidad que pretendía. Con la excomunión del partido oriental se excitaron aún más los ánimos, el símbolo fue rechazado y los cánones no fueron aplicados en Occidente ni en Oriente. Sárdica ahondó las diferencias entre los cristianos de Oriente y de Occidente, separados por la frontera de los dos imperios.